# Даффи Дак
Да́ффи Дак (англ. Daffy Duck — Утка Даффи) — мультипликационный персонаж из мультфильмов серии Looney Tunes и Merrie Melodies компании Warner Brothers. Даффи был первым персонажем нового типа, возникшего в конце 1930-х годов, чтобы вытеснить обычных традиционных персонажей, подобных Микки Маусу и Попаю, которые были популярны в начале того десятилетия. Даффи известен как главный конкурент Багза Банни. Среди персонажей Warner Даффи находится на третьем месте со 130 короткометражками, уступая только поросёнку Порки (153) и Багзу Банни (167).
Фактически, каждый аниматор Warner Brothers вложил своё в суетливый характер Даффи Дака, который может меняться от сумасшествия в одной серии до жаждущего славы в другом эпизоде. Боб Клэмпетт и Чак Джонс оба широко использовали эти две различные версии характера персонажа.
Журналом TV Guide Даффи был помещён на 14 место в списке «50 лучших анимационных персонажей», а в одном из выпусков журнала был помещён на обложку (в образе Дака Доджерса) вместе с поросёнком Порки и Суперкрошками.

## История и характер
Даффи является персонажем типа screwball (сумасброд). Характер Даффи эволюционировал вместе с его аниматорами. Самый первый Даффи Тэкса Эвери и Боба Клэмпетта — это сумасшедший, свихнувшийся селезень. Даффи 1930—1940 годов появлялся в паре с поросёнком Порки. Утёнок также появлялся в фильмах на тематику Второй мировой, но и там оставался верен своему неразумному характеру: уклонялся от рекрутства, сражался с нацистским козлом, пытавшимся съесть запасы металла и даже дал по морде самому Адольфу Гитлеру. Позже, мультфильмы с Даффи стал анимировать Роберт МакКимсон: он немного присмирил Даффи и добавил ему сообразительность Багза Банни. Но, МакКимсон сохранял сумасшествие утки в некоторых эпизодах до 1961 года. Даффи режиссёра Фрица Фреленга — завистливый противник Багза. Позже, когда Багз стал самой популярной звездой Warner Bros., режиссёры всё равно нашли выход для популярности Даффи. Они начали делать пародии на известные радио и телесериалы с Даффи в главной роли и поросёнком Порки в качестве его помощника, такие, как «Дак Доджерс» (пародия на Бака Роджерса), «Дак Твэйси» (Дик Трэйси), «Даффи — Робин Гуд» и «Ступор Дак» (пародия на Супермена, теперь являющегося собственностью WB). Чак Джонс использовал идею Багза, пользующегося завистью Даффи как преимуществом. Например, в трилогии Джонса Rabbit Fire, Rabbit Seasoning и Duck!Rabbit!Duck! Багз дурачит охотника Элмера Фадда, для того, чтобы тот застрелил Даффи. Иногда авторы ставили утку в паре со Спиди Гонзалесом. Здесь злость и сумасшествие утки дорастали до предела: Даффи всеми способами пытался убить мышонка, имея только одну на то причину — вредность.

## Даффи сегодня
Даффи появлялся как камео в фильме «Кто подставил кролика Роджера», где у него дуэль на пианино с Дональдом Даком. Чтобы отметить пятидесятый юбилей Даффи, авторы выпустили фильм The Duxorcist, первый мультфильм про Даффи в 1980-х годах. Также, были выпущены два фильма, акцентрирующиеся на Даффи: «Даффи Дак: Фантастический остров» и «Даффи Дак: Охотники за чудовищами». В 1996 году вышел игровой фильм «Космический джем», в котором Даффи участвовал наравне с остальными анимационными персонажами Warner Brothers. В дальнейшем WB пытались сместить внимание с Багза Банни на Даффи: так, например, в фильме «Луни Тюнз: Снова в деле», его безжалостно увольняют с WB, и фильм центрируется на его зависти к Багзу, имеющему бо́льшую популярность. В 2003 году был выпущен мультсериал «Дак Доджерс», основанный на короткометражном мультфильме «Дак Доджерс в 24½ веке» (1953) — в мультсериале попросту нет Багза. Про Даффи собирались выпустить новые короткометражные фильмы, но этого не случилось из-за провала «Луни Тюнз: Снова в деле».

## Голос
На протяжении многих лет Даффи Дака озвучивал актёр Мел Бланк. Этот отрезок времени — 52 года является рекордом озвучивания персонажа одним актёром в истории анимации. Бланк, озвучивавший Даффи первым, снабдил персонажа уникальной манерой речи: Даффи говорит «ф» вместо «с», таким образом, шепелявя. Манера разговора Даффи вырабатывалась много лет: в некоторых мультфильмах Даффи совсем не шепелявит, а в серии China Jones он — ирландский частный детектив, имеющий акцент вместо шепелявости. В русском дубляже («Космический джем» и «Луни Тюнз: Снова в деле») его дублирует Вячеслав Баранов.

## Актёры
Список других актёров которые озвучивали Даффи Дака.
- Ди Брэдли Бейкер («Космический джем», 1996)
- Джефф Беннетт («Attack of the Drones»)
- Сэмюэл Винсент («Малыши Луни Тюнз»)
- Фрэнк Горшин («Superior Duck»)
- Мел Торме — Поющий голос Даффи Дака в мультфильме «Night of the Living Duck»
- Билл Фармер («Робоцып»)
- Морис Ламарш («Тасмания»)

Сегодня Джефф Бергман озвучивает Даффи Дака и Багза Банни.